# Девід Нейрі
Девід Нейрі (англ. David Narey, нар. 12 червня 1956, Данді) — шотландський футболіст, захисник.
Насамперед відомий виступами за клуб «Данді Юнайтед», а також національну збірну Шотландії.
Чемпіон Шотландії. Триразовий володар Кубка шотландської ліги.

## Клубна кар'єра
У дорослому футболі дебютував 1973 року виступами за команду клубу «Данді Юнайтед», в якій провів двадцять один сезон, взявши участь у 603 матчах чемпіонату.  Більшість часу, проведеного у складі «Данді Юнайтед», був основним гравцем захисту команди. За цей час виборов титул чемпіона Шотландії.
Завершив професійну ігрову кар'єру у нижчоліговому клубі «Рейт Роверс», за команду якого виступав протягом 1994—1995 років.

## Виступи за збірну
У 1977 році дебютував в офіційних матчах у складі національної збірної Шотландії. Протягом кар'єри у національній команді, яка тривала 12 років, провів у формі головної команди країни 35 матчів, забивши 1 гол.
У складі збірної був учасником чемпіонату світу 1982 року в Іспанії, чемпіонату світу 1986 року у Мексиці.

## Титули і досягнення
- Чемпіон Шотландії (1):

«Данді Юнайтед»:  1982–83
- Володар Кубка шотландської ліги (3):

«Данді Юнайтед»:  1979–80, 1980–81
«Рейт Роверс»:  1994–95